# Itinerarium
Itinerarium (множ. лат. itineraria) — карта подорожі (українською — ітінерарій або шляховик; пізніший переклад — путівник) із зазначенням міст, місць для відпочинку та пересадки для коней та відносної відстані між цими містами. Вони могли бути як у текстовій (itineria scripta), так і в графічній (itineria picta) формі.

## Види ітінераріїв
- Дорожники (itineraria) — давньоримські твори про дороги:
  - «Ітінерарій Антоніна» (II століття) — опис 372 європейських доріг протяжністю 85 000 км;

- Хроніки:
  - «Ітінерарій Александра»[en] — короткий нарис походу Олександра Великого, переважно за Аріаном, складений для імператора Костянтина; вид. Фолькмананом (1871);
  - «Подорож короля Річарда»[en] — Хроніка Третього хрестового походу (1189—1192)

- Ітинерарій — «паломницький» літературний жанр, що описує паломництва до святих місць:
  - «Itinerarium Egeriae» («Подорож Егерії»; IV століття) — твір паломниці Егерії з Галлії;
  - «Бордоський ітінерарій» (Бордоський подорожній; англ. Itinerarium Burdigalense; бл. 333) — твір паломника з Бордо, описує шлях від Бурдігали (Бордо) до Єрусалиму та від Гераклеї через Рим до Медіолану (Мілан);
  - «Itinerarium Sacrae Scripturae» (вид. 1581) — путівник по Святій Землі німецького пастора Генріха Бюнтинга (англ. Heinrich Bünting);
  - «Itinerarium Syriacum» (1358) — опис визначних пам'яток на шляху від Генуї до Палестини, твір Петрарки.